# Сабатини, Габриэла
Габриэ́ла Беатри́с Сабати́ни (исп. Gabriela Beatriz Sabatini, род. 16 мая 1970 года в Буэнос-Айресе, Аргентина) — аргентинская теннисистка. Одна из лидеров мирового женского тенниса в конце 1980-х и начале 1990-х гг. Занимала третью позицию как в одиночном, так и парном рейтинге.

## Достижения
- Победительница US Open 1990 в одиночном разряде
- Победительница Уимблдона 1988 в парном разряде (вместе со Штеффи Граф)
- 3-кратная финалистка Ролан Гаррос в парных соревнованиях (со Штеффи Граф) (1986, 1987, 1989).
- 17 раз (в 1985-95) играла в полуфиналах турниров Большого шлема в одиночном разряде, но лишь трижды сумела пробиться в финал
- 15 раз подряд (с Уимблдона-1990 до Australian Open-1994) доходила как минимум до четвертьфиналов турниров Большого шлема в одиночном разряде
- Впервые вышла в полуфинал турнира Большого шлема на Ролан Гаррос 1985 через несколько дней после своего 15-летия
- Была третьей ракеткой мира в одиночном разряде в 1989 и в 1991 годах
- Серебряный призёр Олимпийских игр 1988 в Сеуле в одиночном разряде (там же 18-летней Габриэле была доверена честь нести флаг Аргентины на церемонии открытия Игр)
- Двукратная (1988 и 1994) победительница итогового чемпионата года WTA

## Карьера
В теннис играли отец и брат Габриэлы, она упросила их брать её с собой. Начинала в клубе «Ривер клаб», первый тренер Даниил Фидальго. В детстве кумиром был Гильермо Вилас.
Играет в теннис с шести лет.
Тренировалась у Патрисио Апея, с марта 1986 года — у Анхела Гименеса.
Привлекла к себе всемирное внимание, будучи юниоркой. В 1984 году она выиграла Orange Bowl и считалась первым номером в мире среди юниоров. В этот период она выиграла несколько крупных подростковых турниров, включая победу на «Ролан Гаррос» среди юниоров.
В 1985 году Сабатини в возрасте 15 лет и трех недель дошла до взрослого полуфинала «Ролан Гаррос», где уступила будущей победительнице турнира 30-летней Крис Эверт. Первую взрослую победу Сабатини одержала в Токио в 1985 году. С 1986 года начинается её постоянное соперничество с ещё одной молодой и перспективной теннисисткой Штеффи Граф из Германии, которая старше Сабатини всего на 11 месяцев. Блестящий дебют и начало взрослой карьеры Сабатини сулили ей громкие победы в будущем. Однако стремительный прогресс в игре Граф перечеркнул надежды Габриэлы на первую строчку и регулярные победы в турнирах Большого шлема. Пик формы Сабатини пришёлся на пик формы Граф, которая по многим теннисным показателям превосходила Габриэлу. Поэтому практически на протяжении всей профессиональной карьеры аргентинка находилась в тени европейской теннисистки. В 1988—1991 годах была главной соперницей легендарной немки. Они встречались 40 раз и 29 раз победу праздновала Граф. Именно победой над Сабатини в финалах Открытого чемпионата США и Олимпийских игр в Сеуле в 1988 году Граф оформила так называемый «Золотой Большой шлем». В 1986—1989 годах Граф и Сабатини вместе выступали в парных соревнованиях и добились больших успехов. Однако в 1989 году дуэт распался из-за большой загруженности спортсменок в одиночном разряде. Сабатини также успешно выступала в паре с Мартиной Навратиловой, Зиной Гаррисон, Мерседес Пас, Ларисой Савченко, Брендой Шульц и некоторыми другими известными спортсменками.
В 1991 году Сабатини была близка к званию первой ракетки мира. Разница в очках в рейтинге между Граф, Сабатини и юной Моникой Селеш была минимальной. Но достичь вершины и даже второй строчки рейтинга Сабатини так и не смогла. В этот период аргентинка казалось бы нашла способ побеждать Граф. Она чаще стала выходить к сетке и атаковать Граф под её бэкхенд. В 1990 году она в первый и последний раз выигрывает турнир Большого шлема. В финале Открытого чемпионата США 1990 года Сабатини в двух сетах переигрывает Граф (6-2 7-6). В 1991 году её победная серия над немкой продолжается (пять побед подряд), но в финале Уимблдона Сабатини уступает Штеффи в напряженной 3-сетовой борьбе (4-6 6-3 6-8), хотя в ходе матча от победы её отделяло только два очка. Этот матч стал как бы переломным в противоборстве Граф — Сабатини и немка вновь стала диктовать условия в играх с Габриэлой. Кроме Граф на кортах в это время доминирует и Селеш, которая также стала сложной соперницей для Сабатини.
Десять сезонов подряд Сабатини участвовала в итоговом чемпионате WTA среди сильнейших теннисисток мира (1986—1995). Ранее на эти соревнования отбирались первые 16 теннисисток планеты. Дважды становилась победительницей этого турнира, дважды играла в финалах и трижды в полуфиналах соревнования.
Последний крупный турнир спортсменка выиграла в начале 1995 года в Сиднее. В финале Сабатини переиграла 18-летнюю Линдсей Дэвенпорт. После этого успеха результаты Габриэлы пошли по нисходящей. Последний турнир в своей карьере 26-летняя Сабатини провела в 1996 году в Цюрихе, где 14 октября уступила Дженнифер Каприати.
После завершения карьеры Сабатини реализовала себя как успешная деловая женщина. Благодаря яркой внешности и известности очень большой популярностью пользуются духи и ароматные воды от Габриэлы Сабатини. Также успешен её бизнес на ниве спортивных товаров.
В 2006 году первой из аргентинских теннисисток была избрана в Международный зал теннисной славы.

## Финалы турниров Большого шлема (7)

### Одиночный разряд (3)

#### Победа (1)
| Год  | Турнир  | Соперница в финале | Счёт     |
| 1990 | US Open | Штеффи Граф        | 6-2 7-64 |

#### Поражения (2)
| Год  | Турнир   | Соперница в финале | Счёт        |
| 1988 | US Open  | Штеффи Граф        | 6-3 3-6 6-1 |
| 1991 | Уимблдон | Штеффи Граф        | 6-4 3-6 8-6 |

## Финалы на итоговом турнире года
| Год  |                                       | Результат               |
| ---- | ------------------------------------- | ----------------------- |
| 1987 | Штеффи Граф — Габриэла Сабатини       | 4-6, 6-4, 6-0, 6-4      |
| 1988 | Габриэла Сабатини — Пэм Шрайвер       | 7-5, 6-2, 6-2           |
| 1990 | Моника Селеш — Габриэла Сабатини      | 6-4, 5-7, 3-6, 6-4, 6-2 |
| 1994 | Габриэла Сабатини — Линдсей Дэвенпорт | 6-3, 6-2, 6-4           |

## Интересные факты
- Во всех 7 финалах Большого шлема, в которых играла Сабатини, играла и Штеффи Граф. Трижды они были соперницами в одиночном разряде и 4 раза были партнёрами в финале женского парного разряда. Кроме того, именно Граф обыграла Сабатини в финале Олимпийских игр 1988 года в Сеуле.
- В 1992 году в честь Сабатини был назван один из сортов роз.
- В 1994 году в США создали и выпустили в продажу куклу в теннисной одежде. Образ куклы скопирован с реальной теннисистки Габриэлы Сабатини.
- В 1994 Сабатини издала автобиографическую книгу «Моя история».
- Габриэла Сабатини стала первой спортсменкой, заключившей многомиллионный контракт с «Пепси».
- Габриэла Сабатини была очень одаренной спортсменкой, но из-за психологических проблем не смогла добиться самых высоких результатов и часто проигрывала казалось бы выигранные матчи. Ярким примером стал поединок в четвертьфинале Роллан Гаррос 1993 года против Мэри-Джо Фернандес. Сабатини вела со счетом 6:1,5:1, но в итоге проиграла встречу. Какое-то время с ней работал профессиональный психолог.